# ラファエラ (小惑星)
ラファエラ (708 Raphaela) は小惑星帯の小惑星である。ハイデルベルクのケーニッヒシュトゥール天文台で、ヨーゼフ・ヘルフリッヒによって発見された。
ニース天文台を建設したラファエル・フォン・ビショフスハイムに因んで名付けられた。